# Cliff Bleszinski
Cliff Bleszinski, né le 12 février 1975 à North Andover, est un concepteur américain de jeux vidéo. Il est à l'origine de célèbres séries comme Unreal et Gears of War au sein du studio Epic Games. Il a également co-fondé Fig.

## Biographie
Cliff Bleszinski naît le 12 février 1975, à North Andover dans le Massachusetts.  De nationalité américaine, il est marié à Lauren Bleszinski.
Son intérêt pour les jeux vidéo se manifeste dès son plus jeune âge, s'intensifiant après avoir reçu une Nintendo Entertainment System à Noël 1987.

### Carrière chez Epic Games (1992-2012)
Cliff Bleszinski commence sa carrière dans l'industrie du jeu vidéo en rejoignant Epic Games en 1992.  Parmi ses premiers travaux notables figurent des titres tels que Dare to Dream et Jazz Jackrabbit.
Il joue un rôle déterminant dans le développement de jeux emblématiques comme Unreal et Unreal Tournament. En tant que concepteur principal (lead designer), il est une figure centrale dans la création de la franchise Gears of War. Le développement de Gears of War est un processus itératif, intégrant notamment des mécaniques de couverture inspirées d'autres jeux du genre.  Après deux décennies passées chez Epic Games, il quitte l'entreprise en 2012.

### Fondation de Boss Key Productions et projets (2014-2018)
Après une période d'éloignement de l'industrie du jeu vidéo, Cliff Bleszinski annonce son retour en 2014 avec la création de son propre studio, Boss Key Productions.  Le studio développe et publie deux titres : le jeu de tir multijoueur LawBreakers et le battle royale Radical Heights.  Le premier projet annoncé pour Boss Key est un jeu de tir free-to-play initialement nommé BlueStreak.  En mai 2018, Boss Key Productions ferme ses portes en raison de ventes jugées insuffisantes.

### Diversification et projets récents (2018-présent)
Après la fermeture de Boss Key Productions, Cliff Bleszinski explore de nouveaux horizons et se diversifie dans la production théâtrale, notamment en coproduisant la pièce Hadestown.  Il manifeste également son intérêt pour un possible retour dans l'univers de Gears of War, en tant que consultant.  Plus récemment, il se lance dans l'écriture de bandes dessinées avec la série Scrapper.  Son autobiographie, intitulée Control Freak, est publiée en 2022.

## Travaux

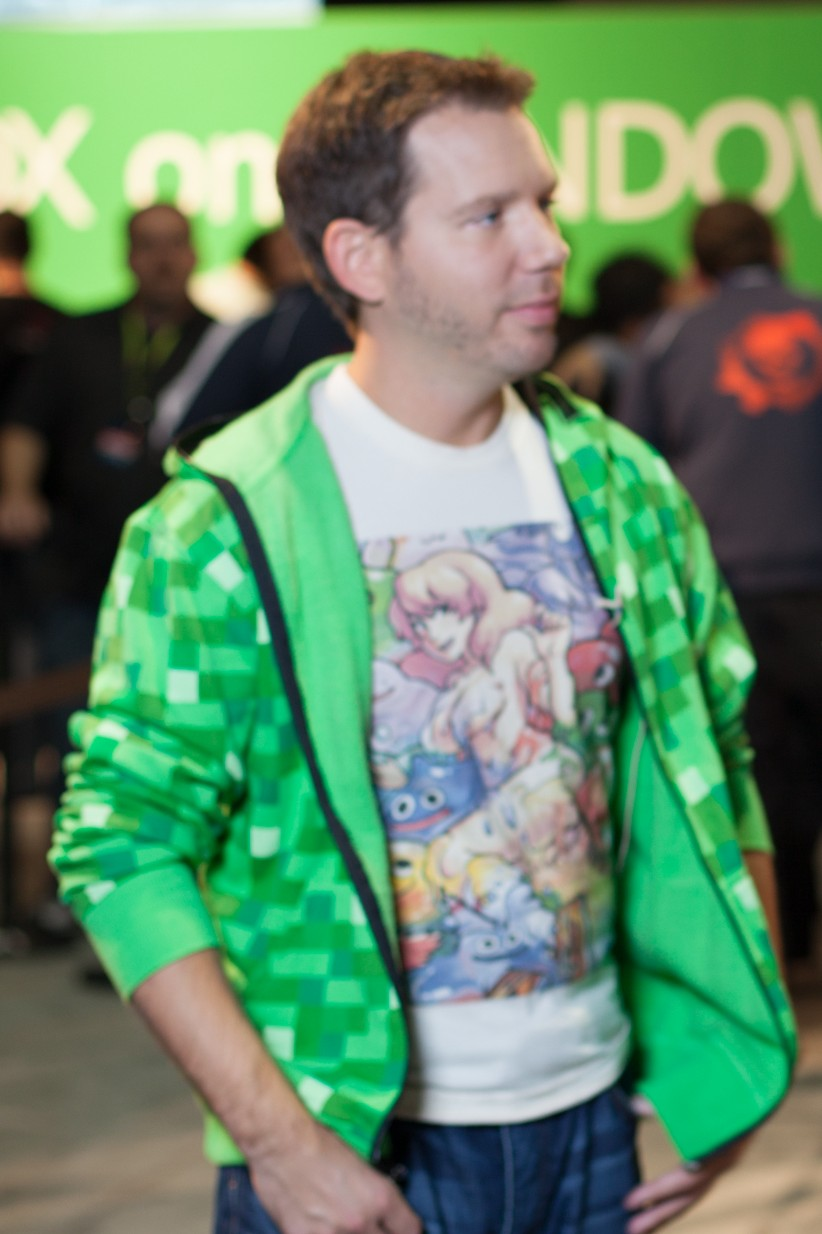
Bleszinski lors de la PAX Prime 2012.

### Ludographie
- The Palace of Deceit: the Dragon's Plight (1992)
- Dare to Dream Volume One: In a Darkened Room (1993)
- Jazz Jackrabbit (1994)
- Jazz Jackrabbit: Holiday Hare 1994 (1994)
- Tyrian (1995)
- Jazz Jackrabbit: Holiday Hare 1995 (1995)
- Unreal (1998)
- Jazz Jackrabbit 2 (1998)
- Unreal Tournament (1999)
- Tyrian 2000 (1999)
- Jazz Jackrabbit 2: The Secret Files (1999)
- Unreal Tournament (Game of the Year Edition) (2000)
- Unreal Tournament 2003 (2002)
- Unreal Championship (2002)
- Devastation (2003)
- Unreal Tournament 2004 (2004)
- Unreal Championship 2: The Liandri Conflict (2005)
- Brothers in Arms: Road to Hill 30 (2005)
- Gears of War (2006)
- Unreal Tournament III (2007)
- Gears of War 2 (2008)
- Shadow Complex (2009)
- Fat Princess (2009)
- Lost Planet 2 (2010)
- Bulletstorm (2011)
- Gears of War 3 (2011)
- Superhot (2015, codesigner d'une arène)[21]
- LawBreakers (2017)[22]
- Radical Heights (2018)

### Filmographie
- Stay Alive (2006) (consultant)[23]
- divers sketches Mega64[24]
- Jake and Amir, épisode « The Hot Date » (2011) (lui-même)
- Sonic for Hire (épisode Gears of War ; lui-même) (2013)[25]
- Video Game High School, saison 2 épisode 1 (2013)[26]
- Starbomb, « I Choose You TO DIE!! » (2014)[27]
- Video Games: The Movie (2014) (en interview)[28]